# Brigitte Yagüe
Brigitte Yagüe Enrique (también escrito como Brígida Yagüe Enrique; Palma de Mallorca, 15 de marzo de 1981) es una deportista española que compitió en taekwondo. Fue subcampeona en los Juegos Olímpicos de Londres 2012, tres veces campeona mundial, en los años 2003, 2007 y 2009, y cuatro veces campeona de Europa: 1998, 2002, 2004 y 2008.
Participó en dos Juegos Olímpicos de Verano, obteniendo una medalla de plata en Londres 2012, en la categoría de –49 kg, y el décimo lugar en Atenas 2004, en la misma categoría.
Ganó seis medallas en el Campeonato Mundial de Taekwondo entre los años 2001 y 2011, y seis medallas en el Campeonato Europeo de Taekwondo entre los años 1998 y 2012.
En 2010 fue condecorada con la Medalla de oro de la Real Orden del Mérito Deportivo.
Se retiró de la competición en octubre de 2015. Posteriormente, se dedicó a regentar su propio club de taekwondo, junto con su esposo Juan Antonio Ramos. Desde 2022 trabaja para la Federación Española de Taekwondo como técnico deportivo de la selección española.

## Palmarés internacional
| Juegos Olímpicos   | Juegos Olímpicos                  | Juegos Olímpicos  | Juegos Olímpicos |
| Año                | Lugar                             | Medalla           | Categoría        |
| ------------------ | --------------------------------- | ----------------- | ---------------- |
| 2012               | Londres (Reino Unido)             | Medalla de plata  | –49 kg           |
| Campeonato Mundial |                                   |                   |                  |
| Año                | Lugar                             | Medalla           | Categoría        |
| 2001               | Jeju (Corea del Sur)              | Medalla de plata  | –51 kg           |
| 2003               | Garmisch-Partenkirchen (Alemania) | Medalla de oro    | –47 kg           |
| 2005               | Madrid (España)                   | Medalla de plata  | –51 kg           |
| 2007               | Pekín (China)                     | Medalla de oro    | –51 kg           |
| 2009               | Copenhague (Dinamarca)            | Medalla de oro    | –49 kg           |
| 2011               | Gyeongju (Corea del Sur)          | Medalla de bronce | –49 kg           |
| Campeonato Europeo |                                   |                   |                  |
| Año                | Lugar                             | Medalla           | Categoría        |
| 1998               | Eindhoven (Países Bajos)          | Medalla de oro    | –47 kg           |
| 2002               | Samsun (Turquía)                  | Medalla de oro    | –47 kg           |
| 2004               | Lillehammer (Noruega)             | Medalla de oro    | –47 kg           |
| 2005               | Riga (Letonia)                    | Medalla de plata  | –51 kg           |
| 2008               | Roma (Italia)                     | Medalla de oro    | –51 kg           |
| 2012               | Mánchester (Reino Unido)          | Medalla de bronce | –49 kg           |

## Condecoraciones
| Distinción                                       | Año  |
| ------------------------------------------------ | ---- |
| Medalla de oro – Real Orden del Mérito Deportivo | 2010 |